# Placer (Surigao del Norte)
Placer (Bayan ng Placer) är en kommun i Filippinerna. Kommunen ligger på ön Mindanao och tillhör provinsen Surigao del Norte. Folkmängden uppgår till 21 542 invånare.

## Barangayer
Placer är indelat i 20 barangayer.
| - Amoslog - Anislagan - Bad-as - Boyongan - Bugas-bugas - Central (Pob.) - Ellaperal (Nonok) - Ipil (Pob.) - Lakandula - Mabini | - Macalaya - Magsaysay (Pob.) - Magupange - Pananay-an - Panhutongan - San Isidro - Sani-sani - Santa Cruz - Suyoc - Tagbongabong |